# Berkley (Michigan)
Berkley ist eine Stadt in Oakland County im US-Bundesstaat Michigan. Das U.S. Census Bureau hat bei der Volkszählung 2020 eine Einwohnerzahl von 15.194 ermittelt.

## Geographie
Berkley Downtown liegt zwischen der 12 Mile Road und der 11 Mile Road zwischen dem Collidge Highway und der Greenfield Road. Die östliche Stadtgrenze wird durch die Woodward Avenue gebildet.
Die Fläche der Stadt beträgt 6,8 km², wobei es keine wesentlichen Gewässerflächen gibt.

## Demografische Daten
Zum Zeitpunkt des United States Census 2000 bewohnten Berkley 15.531 Personen. Die Bevölkerungsdichte betrug 2288,8 Personen pro km². Es gab 6833 Wohneinheiten, durchschnittlich 1007,0 pro km². Die Bevölkerung Berkleys bestand zu 96,09 % aus Weißen, 0,70 % Schwarzen oder African American, 0,24 % Native American, 1,03 % Asian, 0,01 % Pacific Islander, 0,40 % gaben an, anderen Rassen anzugehören und 1,53 % nannten zwei oder mehr Rassen. 1,31 % der Bevölkerung erklärten, Hispanos oder Latinos jeglicher Rasse zu sein.
Die Bewohner Berkleys verteilten sich auf 6678 Haushalte, von denen in 27,7 % Kinder unter 18 Jahren lebten. 48,1 % der Haushalte stellten Verheiratete, 9,2 % hatten einen weiblichen Haushaltsvorstand ohne Ehemann und 39,8 % bildeten keine Familien. 32,5 % der Haushalte bestanden aus Einzelpersonen und in 11,3 % aller Haushalte lebte jemand im Alter von 65 Jahren oder mehr alleine. Die durchschnittliche Haushaltsgröße betrug 2,32 und die durchschnittliche Familiengröße 3,01 Personen.
Die Bevölkerung verteilte sich auf 22,8 % Minderjährige, 6,4 % 18–24-Jährige, 38,2 % 25–44-Jährige, 19,7 % 45–64-Jährige und 12,9 % im Alter von 65 Jahren oder mehr. Das Durchschnittsalter betrug 36 Jahre. Auf jeweils 100 Frauen entfielen 93,1 Männer. Bei den über 18-Jährigen entfielen auf 100 Frauen 88,8 Männer.
Das mittlere Haushaltseinkommen in Berkley betrug 57.620 US-Dollar und das mittlere Familieneinkommen erreichte die Höhe von 66.968 US-Dollar. Das Durchschnittseinkommen der Männer betrug 50.276 US-Dollar, gegenüber 36.624 US-Dollar bei den Frauen. Das Pro-Kopf-Einkommen belief sich auf 27.504 US-Dollar. 3,6 % der Bevölkerung und 2,5 % der Familien hatten ein Einkommen unterhalb der Armutsgrenze, davon waren 4,0 % der Minderjährigen und 3,8 % der Altersgruppe 65 Jahre und mehr betroffen.